# Richard Courant
Pour les articles homonymes, voir Courant.
Richard Courant (né le 8 janvier 1888 à Lublinitz en Silésie, mort le 27 janvier 1972 à New Rochelle) est un mathématicien germano-américain.

## Biographie
Pendant sa jeunesse, ses parents ont souvent déménagé, de Glatz à Breslau puis à Berlin en 1905. Il est resté à Breslau pour entrer à l'université. Ayant trouvé les cours d'un niveau insuffisant, il poursuit ses études à Zurich et Göttingen. Il devient l'assistant de David Hilbert à Göttingen et y obtient son doctorat en 1910. Il a dû se battre pendant la Première Guerre mondiale, mais il fut blessé et rendu à la vie civile peu après son incorporation dans l'armée. Il continue ses recherches à Göttingen, passant aussi deux ans comme professeur à Münster. Il fonde là l'Institut mathématique, dont il est le directeur de 1928 à 1933.
Courant étant juif, il quitte l'Allemagne en 1933 avant beaucoup de ses collègues. Après une année passée à Cambridge, il part pour New York et devient, en 1936, professeur à l'université de New York. Il est alors chargé de fonder un institut pour les études en mathématiques et s'en acquitte avec réussite. L'Institut Courant (ainsi renommé en 1964) est au début du XXIe siècle l'un des centres de recherches les plus connus dans le monde en mathématiques appliquées.
Outre son don pour l'organisation, Courant est connu pour son œuvre mathématique. Il a publié, en collaboration avec David Hilbert, le livre Methoden der mathematischen Physik (en) qui systématise la formulation variationnelle des équations aux dérivées partielles. C'est pour cette raison que son nom est associé à la méthode des éléments finis née du calcul des structures, à laquelle il apporte une formalisation mathématique et que, parallèlement à Richard V. Southwell, il applique à divers problèmes de physique mathématique. Il est le coauteur avec Herbert Robbins d'un ouvrage de vulgarisation intitulé Qu'est-ce que les mathématiques ?, toujours disponible.

## Honneurs et récompenses
- L'astéroïde (18555) Courant porte son nom.

## Ouvrages
- Richard Courant et Herbert Robbins (trad. de l'anglais par Marie Anglade et Karin Py), Qu'est-ce que les mathématiques ? : une introduction élémentaire aux idées et aux méthodes [« What is mathematics?: An elementary approach to ideas and methods »], Paris, Cassini, 2015, 576 p. (ISBN 978-2-84225-204-5)